# Melvin L. Morse
Melvin L. Morse (sinh ngày 11 tháng 12 năm 1953) là một bác sĩ y khoa người Mỹ chuyên về nhi khoa. Ông từng xuất bản nhiều bài báo khoa học trên các tạp chí y khoa trong suốt ba mươi năm sự nghiệp hành nghề nhi khoa của đời mình. Là tác giả của một số cuốn sách viết về trải nghiệm cận tử (TNCT), Morse từng góp mặt trên nhiều chương trình trò chuyện và chương trình truyền hình để thảo luận về nghiên cứu sâu rộng của mình về trải nghiệm cận tử ở trẻ em.

## Thân thế và học vấn
Morse tốt nghiệp Đại học Johns Hopkins ở Baltimore, Maryland năm 1975 với tấm bằng Cử nhân Khoa học Tự nhiên. Ông còn thi lấy bằng y khoa tại Đại học George Washington ở Washington, D.C. vào năm 1980. Sau khi ra trường ông được nhận vào thực tập khoa Nhi tại Đại học California ở San Francisco, rồi về sau hoàn thành khóa đào tạo bác sĩ nội trú khoa Nhi tại Bệnh viện Nhi đồng Seattle. Kế đến ông hoàn thành khóa đào tạo nghiên cứu sinh hai năm về Huyết học/Ung thư học và nghiên cứu sinh một năm về Nhi khoa Phát triển Hành vi.

## Sự nghiệp
Morse chuyên điều trị khoa nhi tại Renton, Washington trong suốt 20 năm. Ông là Phó Giáo sư Nhi khoa tại Đại học Washington ở Seattle. Năm 1986, Morse làm bác sĩ nhi khoa trong một năm tại Fort Hall, Idaho cho Sở Y tế Dân Da Đỏ. Năm 2007, ông làm Giám đốc Nghiên cứu của Viện Nghiên cứu Khoa học về Ý thức (ISSC) do Charles Tart sáng lập năm 1979.
Cuốn sách Closer to the Light (tạm dịch: Lại gần Ánh sáng) năm 1991 của ông là một tác phẩm bán chạy nhất. Oprah Winfrey từng phỏng vấn Morse về cuốn sách này vào năm 1992. Rồi về sau tới lượt Larry King phỏng vấn vào năm 2010. Chương trình Upon Reflection của đài PBS đã sản xuất một tập phim nửa giờ dành cho Morse. Ông là chủ đề của một bài báo đăng trên tạp chí Rolling Stone năm 2004 với tựa đề "In search of the Dead Zone" (tạm dịch: Tìm kiếm Vùng đất chết).
Morse đã bỏ nghề bác sĩ nhi khoa toàn thời gian vào năm 2006 trước khi chuyển đến bang Delaware vào năm 2007. Trước khi bị bắt, ông đang hành nghề nhi khoa tại một văn phòng ở Milton, Delaware. Sau khi bị bắt vì tội gây nguy hiểm cho trẻ em vào năm 2012, giấy phép hành nghề Delaware của ông đã bị giới chức trách thu hồi.
Năm 2012, Morse và người vợ thứ hai bị buộc tội gây nguy hiểm cho trẻ em dựa trên những lời buộc tội từ đứa con riêng 11 tuổi của mình. Trong phiên tòa xét xử Morse năm 2014, ông được giới truyền thông mệnh danh là "bác sĩ trấn nước". Lời khai của phiên tòa không chứng minh bất kỳ trường hợp "trấn nước" nào hiểu theo nghĩa thường của thuật ngữ này; tuy vậy tòa vẫn kết tội Morse có hành động gây nguy hiểm đến tính mạng và bị kết án ba năm tù. Morse được Viện Cải huấn Quận Sussex (SSCI) trả tự do vào năm 2016.
Sau khi được thả, Morse đồng sáng lập The Recidivism Prevention Group (tạm dịch: Nhóm Phòng chống Tái phạm), một công ty chuyên hỗ trợ những người nghiện và cựu tù nhân phát triển sự hiểu biết về tâm linh để tái hòa nhập xã hội với tư cách là những thành viên hữu ích. Nhóm sử dụng các kỹ thuật thiền định để thực hiện những mục tiêu này. Tác giả hiện giờ đang sinh sống ở Washington, DC.

## Đời tư
Morse đã kết hôn hai lần và có sáu người con, trong đó có năm người được nhận làm con nuôi.

## Ấn phẩm

### Sách
- Morse, Melvin (1991). Closer to the Light. Random House Digital. ISBN 9780804108324. Truy cập ngày 10 tháng 8 năm 2012.
- Morse, Melvin; Perry, Paul (1994). Parting Visions:: Pre-Death Visions and Spiritual Experiences. Random House Publishing Group. ISBN 9780679427544. Truy cập ngày 10 tháng 8 năm 2012.
- Morse, Melvin; Perry, Paul (1992). Transformed by the Light: The Powerful Effect of Near Death Experiences on People's Lives. Random House. ISBN 0679404430.
- Morse, Melvin; Perry, Paul (2001). Where God Lives: Paranormal Science and How Our Brains Are Connected to the Universe. Harper Collins. ISBN 0061095044.

### Bài báo
- Morse, ML, Castillo P, and Venecia D; và đồng nghiệp (tháng 11 năm 1986). "Near Death Experiences in a Pediatric Population" (PDF). American Journal of Diseases in Children. Quyển 140 số 11. tr. 1110–1115. Bản gốc (PDF) lưu trữ ngày 25 tháng 8 năm 2016. Truy cập ngày 20 tháng 12 năm 2021.{{Chú thích báo}}:  Quản lý CS1: nhiều tên: danh sách tác giả (liên kết)
- Morse, Melvin (1994). "Current Problems in Pediatrics" (PDF). Near Death Experiences and Death Related Visions for the Clinician (Mosby). Quyển 24. tr. 55–83. Bản gốc (PDF) lưu trữ ngày 26 tháng 8 năm 2016. Truy cập ngày 20 tháng 12 năm 2021.
- Morse, ML; Williams, L (tháng 12 năm 2011). "Benefits of Reiki Therapy to a Severely Neutropenic Patient with Associated Influences on a True Random Number Generator". J Alt Comp Med. PMC 3239316.
- Christenson, PJ, Hardoin, RA, Hennsley, JA, Morse, ML (tháng 10 năm 1993). "The Effect of Premonitions of SIDS on Grieving and Healing" (PDF). The SIDS Survival Guide. Bản gốc (PDF) lưu trữ ngày 26 tháng 8 năm 2016. Truy cập ngày 20 tháng 12 năm 2021.{{Chú thích báo}}:  Quản lý CS1: nhiều tên: danh sách tác giả (liên kết)